# NamNamBulu
NamNamBulu ist ein in der Schweiz gegründetes Synthiepop-Duo.

## Geschichte
NamNamBulu wurde im Januar 2002 in Zürich von dem gebürtigen Griechen Vasi Vallis und dem gebürtigen Norweger Henrik Iversen gegründet. Vallis spielte Synthesizer und komponierte die Musik. Iversen schrieb die Texte und übernahm den Gesang. Der Bandname wurde ohne tiefere Bedeutung, jedoch im Bemühen darum nicht eindeutig mit einem Musikstil assoziiert zu werden, konstruiert.
Das Duo trat in den ersten Jahren als Vorgruppe bekannter Interpreten des Synthiepop und Future Pop auf, veröffentlichte in kurzer Zeit eine Reihe Singles und EPs über Beepeem Music, einem Selbstverlag von NamNamBulu. Besonderen Erfolg verbuchte die Single Memories, die in einer Clubversion über mehrere Wochen in der von DJs gewählten Chartliste DAC stand und auf diversen Kompilationen der schwarzen Szene präsentiert wurde. Der erfolgreichen Single folgte das Album Distances als erste Veröffentlichung des damals neu gegründeten Labels Infacted Recordings. Die Erstauflage des Albums wurde zügig ausverkauft. Auch folgende Auflagen wurden schnell vergriffen. Auch in Rezensionen wurde Distances hoch gelobt, „da schlicht und ergreifend jeder Song für sich ein kleines Futurepop-Meisterwerk darstellt.“ Trotz des Erfolges löste sich NamNamBulu auf Bestreben von Iversen im Jahr 2005 auf. Vallis zog nach Frankfurt und gründete dort Frozen Plasma während sich Iversen aus dem Musikgeschäft zurückzog. Erst nach dem Jubiläum der Band im Jahr 2012 kam es 2013 zu einer Reunion des Duos mit vereinzelten Auftritten und sporadischen neuen Veröffentlichungen. Folgend schrieb das Duo den jeweils eigenen Teil der Musik getrennt voneinander und tausche sich überwiegend online aus.

## Stil
Der von NamNamBulu gespielte Musikstil entspricht dem Future Pop und Synthiepop. Die Band wurde als Schweizer Antwort auf VNV Nation rezipiert und mit Assemblage 23 und Camouflage verglichen. Dabei könne der verträumt-dunkle und kraftvoll-frische Future Pop nicht als bloße Kopie abgetan werden, sondern sollte „als feste, eigenständige Größe mit einer gehörigen Portion Charisma“ begriffen werden. So kombiniert das Duo, wie im Genre üblich, die „einprägsamen“ Melodieführungen des Synthiepop der 1980er-Jahre mit modernen Rhythmen des Trance und House. Die Musik von NamNamBulu bewegt sich damit „zwischen sanften Elektro, Futurepop und Synthieklängen“ gepaart mit der „unverzerrten und glasklaren“ Stimme von Iversen, die „mit einem ungewöhnlichen Timbre“ in der Stimme der Gruppe zusätzliche Eigenständigkeit verleiht. Der als „wunderschön und leidenschaftlich“ gelobte Gesang sowie Tanzbarkeit und Eingängigkeit seien bedeutende Charakteristika des Duos.

## Diskografie
Studioalben
- 2003: Distances (Infacted Recordings)
- 2017: Borders (Infacted Recordings)
- 2017: The Instrumentals (Download, Selbstverlag)

Singles und EPs
- 2002: Blind? (Beepeem Music, 2005: Infacted Recordings)
- 2003: Sacrifice (Split-Single mit Lights of Euphoria, Infacted Recordings)
- 2003: Memories - Limited Club Single (Beepeem Music, 2020: Infacted Recordings)
- 2004: Expansion (Infacted Recordings)
- 2005: Alone (Infacted Recordings)
- 2014: Sorry (Infacted Recordings)

Kompilation
- 2018: Remind (Infacted Recordings)